# Mus macedonicus
Mus macedonicus là một loài động vật có vú trong họ Chuột, bộ Gặm nhấm. Loài này được Petrov & Ruzic mô tả năm 1983.